# José Shoro
José Shoro Pastor (Piura, 10 de julio de 1989) es un futbolista peruano. Juega de delantero y actualmente juega en el Deportivo Independiente Miraflores de la Copa Perú.

## Trayectoria
Se inició en las divisiones inferiores del Alianza Atlético de Sullana, pero su debut en el fútbol profesional ocurrió en el Minero en el 2008. Ese año, su club descendió a la Segunda División del Perú. Shoro jugó el 2009 en el Inti Gas de Ayacucho, aunque no tuvo continuidad. En el 2010 recaló en el Alianza Unicachi, donde adquiere mayor protagonismo, principalmente en el Torneo Intermedio 2011. A mediados del 2011 firmó por el Sporting Cristal.
A inicios del 2013 firma por el Juan Aurich pero se sale por motivos desconocidos sin haber jugado ni un partido en el plantel principal y pasó a Unión Comercio de la Primera División del fútbol Peruano.
En el 2014 juega en José Gálvez de Chimbote descendiendo el equipo por motivos dirigenciales 
En el 215 forma parte del Deportivo Binacional este jugando la copa Perú llegando a la etapa regional y a mediados de ese año se incorpora en el sport Victoria de Ica 
A inicios del 2016 forma parte del equipo Alianza  universidad de Huanuco teniendo buen desempeño en ese año

## Clubes
| Club                 | País | Año       |
| -------------------- | ---- | --------- |
| Atlético Minero      | Perú | 2008      |
| Inti Gas             | Perú | 2009      |
| Alianza Unicachi     | Perú | 2010-2011 |
| Sporting Cristal     | Perú | 2011-2012 |
| Juan Aurich          | Perú | 2013      |
| Unión Comercio       | Perú | 2013      |
| José Gálvez          | Perú | 2014      |
| Deportivo Binacional | Perú | 2015      |
| Sport Victoria       | Perú | 2015      |
| Alianza Universidad  | Perú | 2016      |
| Atlético Grau        | Perú | 2017      |
| Deportivo Garcilaso  | Perú | 2018      |
| DIM                  | Perú | 2019 -    |

## Palmarés

### Campeonatos nacionales
| Título                    | Club             | País | Año  |
| ------------------------- | ---------------- | ---- | ---- |
| Primera División del Perú | Sporting Cristal | Perú | 2012 |